# Łupek osadowy
Uzasadnienie: artykuł o tym samym pojęciu
Łupek osadowy – pojęcie opisujące grupę skał osadowych, wykazujących dobrą łupkowatość (złupkowacenie). Jest to skała o zróżnicowanym składzie i o charakterystycznej teksturze łupkowej. Najczęściej zawiera znaczne ilości kaolinitu oraz drobnego kwarcu. Tekstura łupków osadowych jest spowodowana pierwotnym uwarstwieniem sedymentacyjnym lub wtórnym złupkowaceniem.

## Podział ze względu na skład mineralny
- łupki krzemionkowe
- łupki grafitowe
- łupki ilaste
- łupki mułowe (łupki mułowcowe)
- łupki margliste
- łupki piaszczyste
- łupki bentonitowe
- łupki bitumiczne
- łupki ropne (łupki parafinowe)
- łupki węglowe
- łupki kennelskie
- łupki sapropelowe

## Podział ze względu na miejsce występowania
- łupki cieszyńskie
- łupki wierzowskie
- łupki godulskie
- łupki istebniańskie
- łupki spaskie
- łupki podmagurskie
- łupki cergowskie
- łupki jasielskie
- łupki grodziskie
- łupki grybowskie
- łupki liwockie
- łupki czarnorzeckie
- łupki ciekockie
- łupki morawickie
- łupki wilkowickie
- łupki zbrzańskie
- łupki zembrzyckie